# ديلشاد فادساريا
ديلشاد فادساريا (بالإنجليزية: Dilshad Vadsaria)‏ هي ممثلة أمريكية، ولدت في 14 سبتمبر 1985 بكراتشي في باكستان.

## أعمال

### أفلام
- (2011) 30 دقيقة أو أقل[4][5]

## وصلات خارجية
- ديلشاد فادساريا على موقع IMDb (الإنجليزية)
- ديلشاد فادساريا على موقع ألو سيني (الفرنسية)
- ديلشاد فادساريا على موقع أول موفي (الإنجليزية)
- ديلشاد فادساريا على موقع قاعدة بيانات الفيلم (الإنجليزية)
- ديلشاد فادساريا على موقع كينوبويسك (الروسية)